# 柏堂町

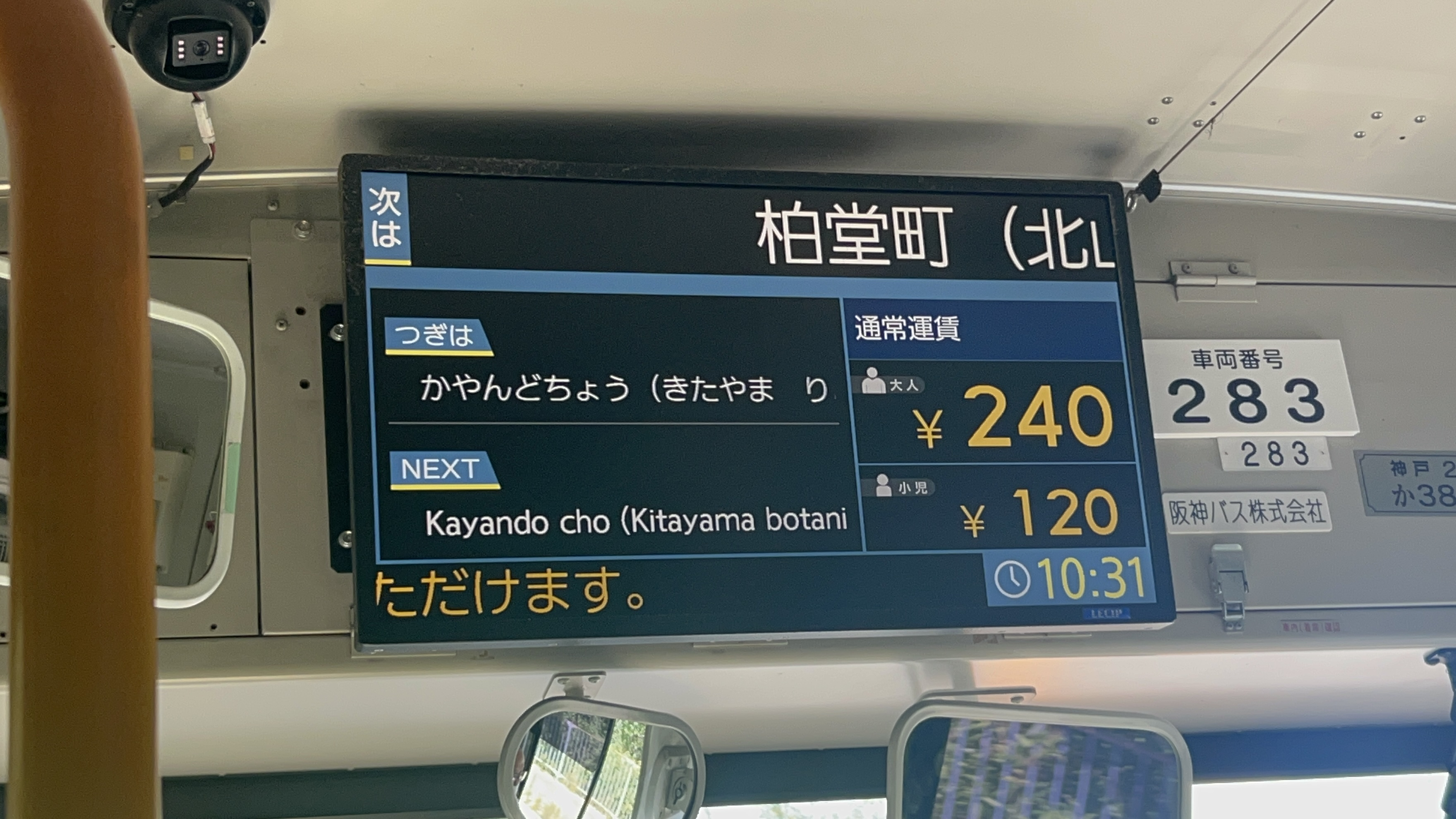
阪神バス柏堂町停留所案内

柏堂町（かやんどうちょう）は、兵庫県西宮市にある町丁。丁目はない。郵便番号は662-0097。座標: 北緯34度45分51.152秒 東経135度19分00.422秒 / 北緯34.76420889度 東経135.31678389度

## 地理
東は北山町、西は柏堂西町、南は苦楽園二番町、北は剣谷町と隣接している。

## 交通

### 鉄道
山陽新幹線が当町内を地下で走っているが、駅はない。

### バス
| 路線名   | 業者     | 起点   | 町内の停留所             | 終点   |
| -------- | -------- | ------ | ------------------------ | ------ |
| 鷲林寺線 | 阪神バス | (環状) | (北山町)-柏堂町-(甑岩町) | (環状) |

## 校区
出典:
| 区域 | 小学校       | 中学校       |
| ---- | ------------ | ------------ |
| 全域 | 苦楽園小学校 | 苦楽園中学校 |

## 施設
- 柏堂市民館
- 柏堂公園
- 柏堂ひだまり公園
- 夙川台公園
- 剣谷第一公園